# فوکر سی.۱۴
فوکر سی. ۱۴ (به انگلیسی: Fokker C.XIV) یک هواگرد ساختِ کارخانهٔ فوکر در کشور هلند است. نخستین استفاده‌کنندهٔ این هواگرد نیروی هوایی سلطنتی هلند بوده‌است. این هواگرد برای نخستین بار در ۱۹۳۷ میلادی مورد استفاده قرار گرفت.